# Everardia angusta
Everardia angusta är en halvgräsart som beskrevs av Nicholas Edward Brown. Everardia angusta ingår i släktet Everardia och familjen halvgräs. Inga underarter finns listade i Catalogue of Life.